# Karakúlskaia Pristan
Karakúlskaia Pristan (en rus: Каракульская Пристань) és un poble (un possiólok) de l'óblast de Kírov, a Rússia, segons el cens del 2010 tenia 33. Pertany al districte (raion) de Viàtskie Poliani.